# Тури Пјано (Сондрио)
Тури Пјано је насеље у Италији у округу Сондрио, региону Ломбардија.
Према процени из 2011. у насељу је живело 215 становника. Насеље се налази на надморској висини од 1305 м.